# Matthias Martinius
Matthias Martinius (1572 — 30 de dezembro de 1630) foi um teólogo e educador calvinista alemão. 

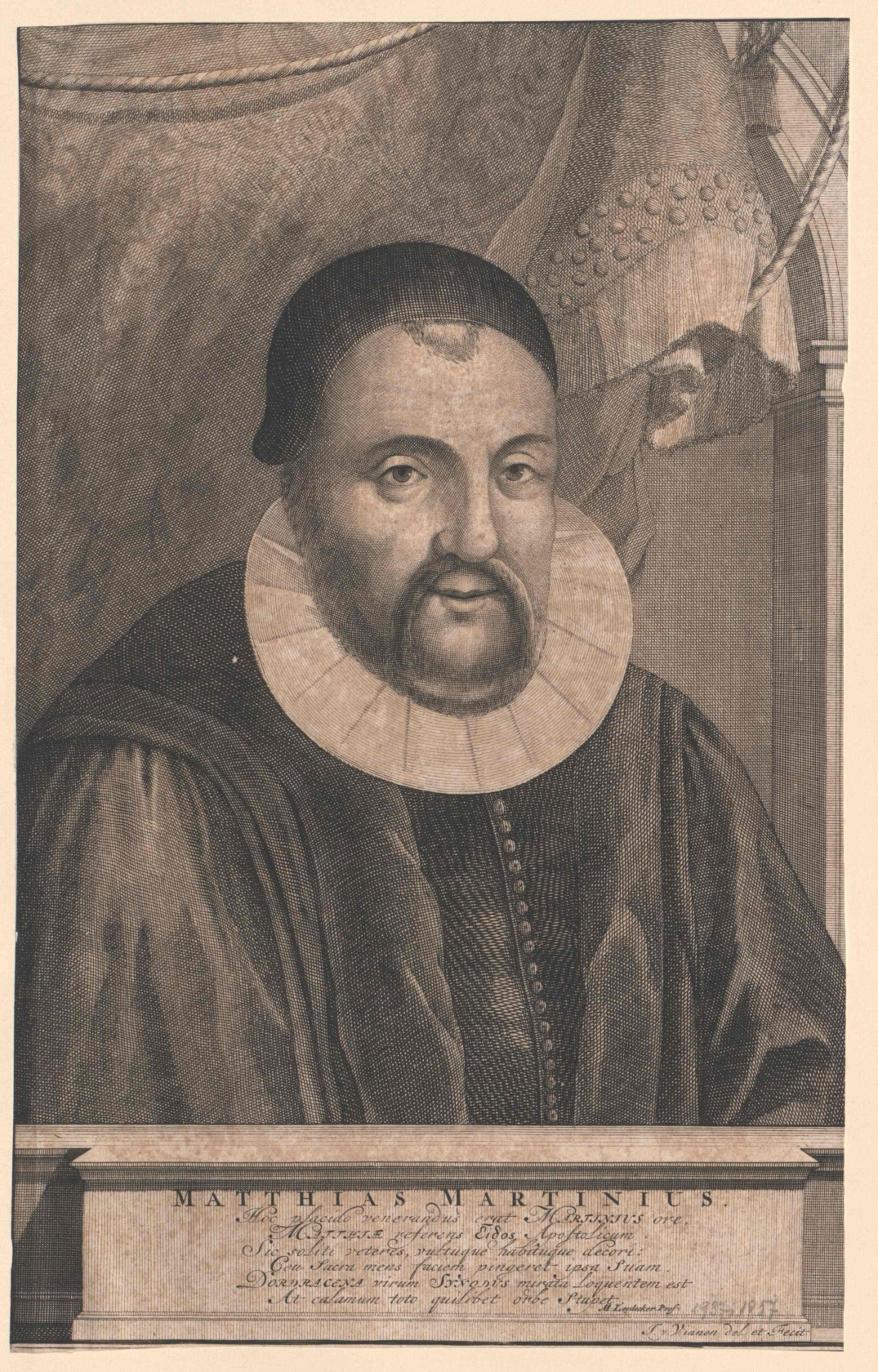
Matthias Martinius, 1711 gravura por Jan van Vianen.

## Vida
Ele nasceu em Freienhagen, Waldeck e foi educado na Herborn Academy. Tornou-se pregador da corte em Dillenburg e depois ensinou em Herborn antes de se mudar para Emden em 1607. 

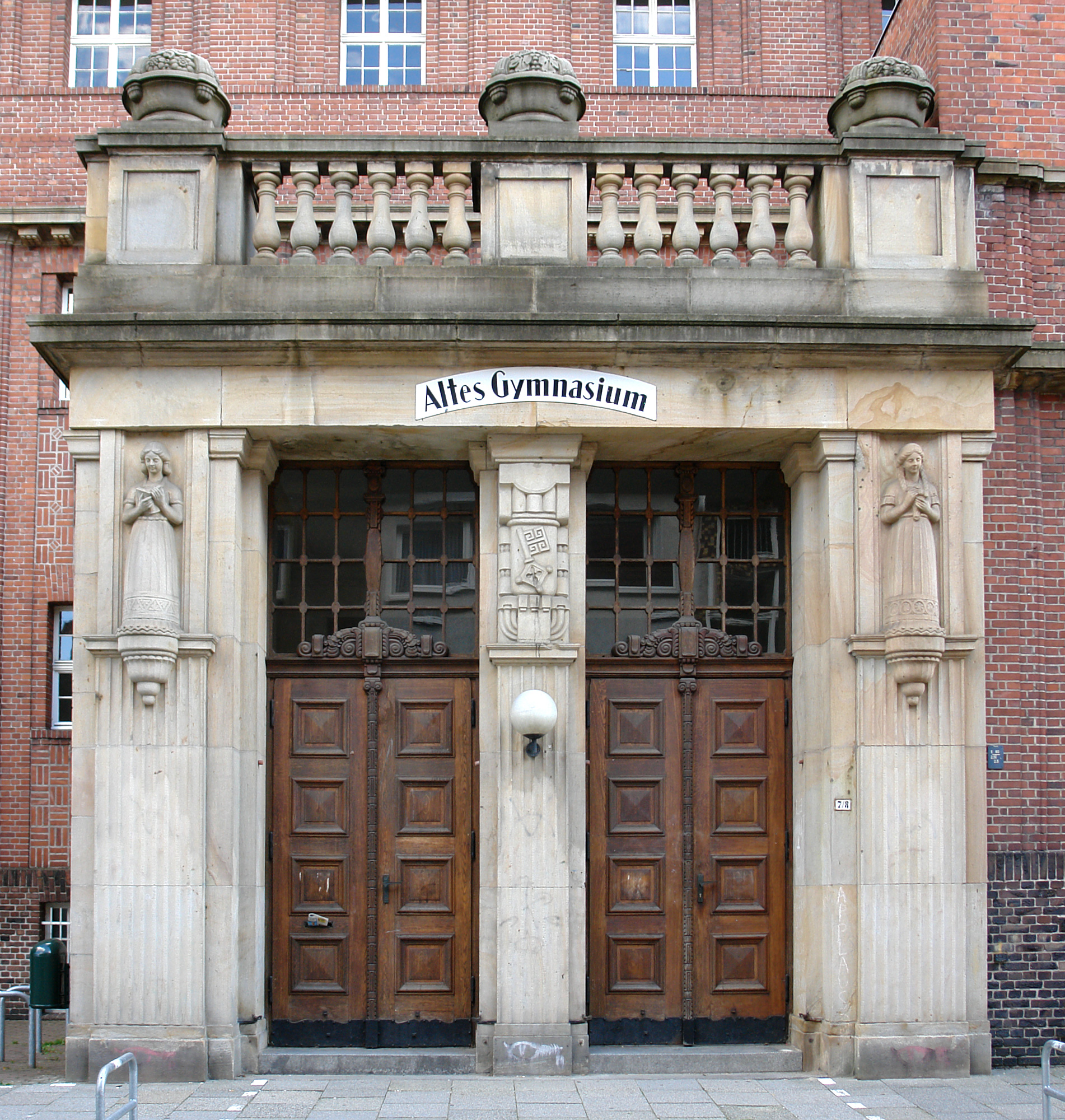
Entrada para o antigo ginásio em Bremen.

Desde 1610, Martinius foi o reitor fundador do Gymnasium Illustre em Bremen.   O ensino em Bremen influenciou em particular Johannes Cocceius, aluno de Martinius e Ludwig Crocius. 
No Sínodo de Dort de 1618, Martinius esteve presente como representante de Bremen. Esteve envolvido em controvérsia com os luteranos Balthasar Mentzer e Philipp Nicolai. 

## Pontos de vista
Martinius e a academia de Bremen tiveram um papel importante nos desenvolvimentos posteriores da teologia da aliança. Seus pontos de vista como calvinistas foram considerados moderados e anteciparam o universalismo hipotético. A delegação de Bremen em Dort, juntamente com os delegados ingleses John Davenant e Samuel Ward, foram notáveis por argumentarem contra a linha gomarista de doutrina.  Martinius se ausentou de várias sessões, entrou em choque com Gomarus, Abraham Scultetus e Sibrandus Lubbertus, e estava perto de sair do Sínodo.  A preferência do Sínodo pelo infralapsarianismo foi atribuída a Martinius. 

## Obras
- Lexicon philologicum
- Idea Methodica et brevis encyclopaediae [9]